# 営団1300形電車
営団 1300形電車（えいだん 1300がたでんしゃ）は、帝都高速度交通営団（現・東京地下鉄）が戦後の急激な輸送需要増加に伴い製造した、地下鉄銀座線用の電車である。
営団発足後における初の新造形式で、1949年（昭和24年）から1951年（昭和26年）にかけ、15両（車両番号：1355 - 1369）が汽車製造において製造された。

## 概要
基本的には、東京地下鉄道1000形以来の構造を継承しており、1934年製作の1200形に準じた全鋼製車体である。
改良点として、運転台が1200形では従来ボックス様の片隅式であったものが、可変構造の全室式とされたことが挙げられる。運転時は独立した全室運転台になり、中間連結時は仕切りを折りたたむことで、助士側を客席（立席）スペースとして使用できる。これはこの後の2000形や丸ノ内線車両へも継承された。また、客室照明に地下鉄車両として初めて蛍光灯が採用された画期的な車両でもあった。

## 供用後
その後、カルダン駆動の新型車が増備される過程で、1964年から1966年にかけて1200形と同様に運転台を撤去し、中間付随車へ改造された。なお、1359・1366はしばらく原型のまま使用された後、遅れて中間付随車化が行われたが、乗務員室仕切りと乗務員用側開戸を残して原型の面影を留めた異端車であった。ただし乗務員室内の機器はメインスイッチ・ヒューズ類を除き撤去されていたが、常時混雑している銀座線で概ね機器の無い乗務員室がガラス越しに見せながら残されていた事は一般乗客には理解し難い区画ではあったと思われる。
上記の異端車2両を除いて妻窓、戸袋窓のHゴム支持化、1600形・1700形と同様に客用扉の小窓化などが実施され、その他細部を更新しながら長らく使用されたが、01系に置き換えられ1986年（昭和61年）7月までに全車営業運転を終了した。